# 查爾斯·布斯塔尼

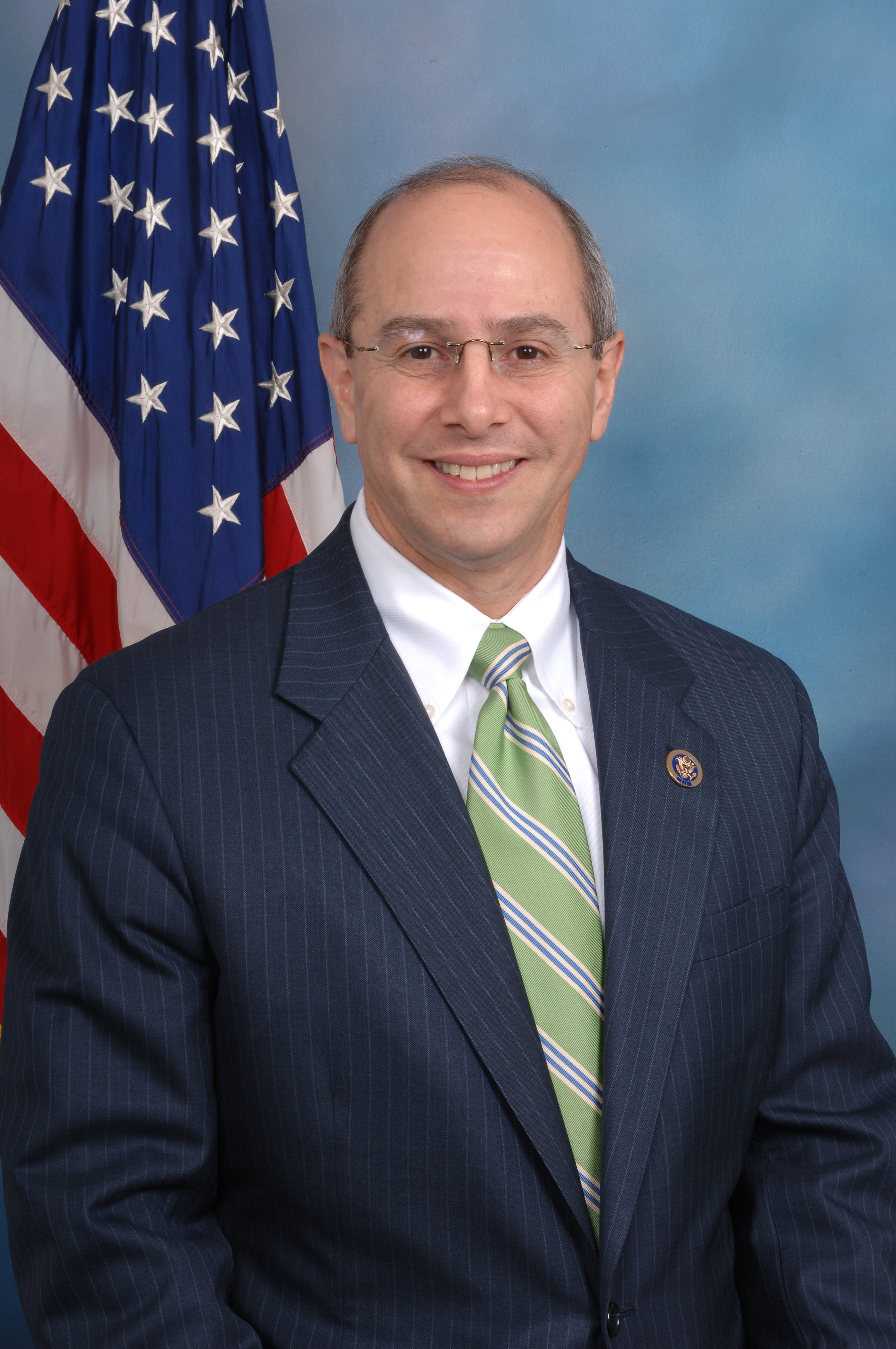
查爾斯‧布斯塔尼議員

查爾斯·布斯塔尼（Charles Boustany；1956年2月21日—）是美國的一位政治人物。自2013年開始，他是路易斯安那州第3選舉區選出的美國眾議院議員。他的黨籍是共和黨。他是美國國會的四位阿拉伯裔美國人之一。